# Ereira (Cartaxo)
Ereira is een plaats (freguesia) in de Portugese gemeente Cartaxo en telt 628 inwoners (2001).